# روني (دهرود)
روني (بالفارسية: رونی) هي قرية تقع في إيران في قسم دهرود الريفي. يقدر عدد سكانها بـ 450 نسمة بحسب إحصاء 2016.